# 草野紅壹
草野紅壹，日本漫畫家。出身於東京都。

## 人物簡介
以前常發表成人漫畫，近年來逐漸轉向創作一般漫畫。代表作《人家一點都不喜歡啦！》（雙葉社《WEB Comic Action》連載）因為電視動畫化成為熱門話題。另一部漫畫《純潔戦線》於《月刊Birz》、《數位Birz》（幻冬舍Comics）連載。同人團體共同主宰、「紅屋」主宰。

## 作品列表

### 單行本

#### 一般漫畫
東立出版社代理用粗體字表示。
- 人家一點都不喜歡啦！（2008年－2016年，雙葉社，全12冊）
- 妄想與現實之間。（2014年4月10日發行[3]，少年畫報社〈YOUNG KING COMICS〉 ISBN 978-4-78595-259-4）
- 純潔戰線（幻冬舍Comics《月刊Birz》2016年11月號－2018年8月號連載，之後因休刊轉移至《數位Birz》，〈Birz Comics〉，全3冊）
  1. 2017年3月24日發行[4] ISBN 978-4-344-83945-8
  2. 2018年4月24日發行[5] ISBN 978-4-344-84212-0
  3. 2018年8月24日發行[6] ISBN 978-4-344-84281-6
- 柴田艾草放學後男子活動（雙葉社《毒蘋果漫畫》2019年－2021年連載，〈Action Comics〉，全24話）
  1. 2020年8月11日發行[7] ISBN 978-4-57585-482-4

#### 成人漫畫
1. BLOW（1999年5月，HIT出版社（日语：ヒット出版社）〈Seraphine Comics〉 ISBN 4-89465-073-8）
2. SPOON（2000年8月發行，HIT出版社〈Seraphine Comics〉 ISBN 4-89465-131-9）
3. 她的秘密（2001年10月發行，HIT出版社〈Seraphine Comics〉 ISBN 4-89465-185-8）
4. 多愁善感症候群（2002年10月發行，HIT出版社〈Seraphine Comics〉 ISBN 4-89465-213-7）
5. Kiss Me（2003年5月發行，HIT出版社〈Seraphine Comics〉 ISBN 4-89465-230-7）
6. 戀愛情結（2004年3月發行，HIT出版社〈Seraphine Comics〉 ISBN 4-89465-266-8）
7. （2005年1月發行，HIT出版社〈Seraphine Comics〉 ISBN 4-89465-291-9）
8. 妄想戀愛裝置（2006年7月發行，HIT出版社〈Seraphine Comics〉 ISBN 4-89465-333-8）
9. 思春期絕對領域（2007年8月17日發行[8]，茜新社〈TENMA COMICS〉 ISBN 978-4-87182-933-5）
10. （2008年4月18日發行[9]、茜新社〈TENMACOMICS RIN〉 ISBN 978-4-87182-981-6）

### 單行本未收錄作品
- COMIC RIN（日语：コミックリン）（茜新社）
  - （2008年4、7月號）[10]
    - 再度收錄刊行的同人誌作品[11]。
- Champion RED 草莓（秋田書店）
  - 2007年1號（2006年12月）[12]

## 師父
- 漆原智志

## 相關項目
- 日本漫畫家列表
- 日本成人漫畫家列表

## 外部連結
- （日語）－同人團體官方網站。
- 紅屋 活動日誌 （页面存档备份，存于） （日語）－同人團體「紅屋」官方網站。
- 草野紅壹的X（前Twitter） （日語）
- 草野紅壹的pixiv （日語）
- 草野紅壹的PixivFANBOX2帳戶 （页面存档备份，存于） （日語）
- 紅屋出張所 （页面存档备份，存于） （日語）－BOOTH